# 스즈키 안즈
스즈키 안즈(일본어: 鈴木 杏樹 すずき あんじゅ[*], 1969년 9월 23일 ~ )는 일본 효고현에서 태어난 일본의 배우로, 본명은 스즈키 카쿠코(鈴木香公子). 소속사는 재팬 뮤직 엔터테인먼트이다.

## 개요
- 재팬 아티스트 음악학원을 졸업하였다.
- 87~91년 런던에 살았기 때문에, 영어에 능숙하다.
- 현재 소속사는 M.T.M.

## 작품

### 드라마
- 2005년 : anego
- 2004년 : 빛과 함께...(光とともに…, NTV)
- 2002년 : 내가 지구를 구한다(ぼくが地球を救う, TBS)
- 2002년 : 전화 오퍼레이터(電話オペレ-タ-, CX)
- 2002년 : 속 헤이세이부부찻잔(續 平成夫婦茶碗, NTV)
- 2001년 : 레츠고! 나가타쵸(レッツゴ-！永田町, NTV)
- 2001년 : 데릴사위(ムコ殿, 후지)
- 2000년 : 신주쿠폭주구급대(新宿暴走救急隊, NTV)
- 2000년 : 헤이세이 부부찻잔 도케치의 하나미치(平成夫婦茶碗 ドケチの花道, NTV)
- 1999년 : 연애사기꾼(戀愛詐欺師, ANB)
- 1999년 : 화내는 남자 웃는 여자(怒る男 わらう女, NHK)
- 1999년 : 샐러리맨 형사(サラリ-マン刑事２, CX)
- 1998년 : 소무리에(ソムリエ, CX)
- 1998년 : 사랑은 서두르지 않고(戀はあせらず, CX)
- 1997년 : 사랑의 방황(戀のためらい, TBS)
- 1997년 : 최고의 식탁(最高の食卓, ANB)
- 1996년 : 사랑의 바캉스(戀のバカンス, NTV)
- 1996년 : 코치(コ-チ,CX)
- 1995년 : 뮤직 페어(ミュ-ジックフェア,CX)
- 1995년 : 장남의 신부2(長男の嫁2, TBS)
- 1995년 : 우리에게 사랑을!(僕らに愛を!, CX)
- 1994년 : 젊은이의 모든 것(若者のすべて, CX)
- 1994년 : J리그 A GOGO!(Jリ-グ A GOGO!, CX)
- 1994년 : 테얀데이(てやんでい, CX)
- 1994년 : 바람색의 조곡(風色の組曲, CX)
- 1994년 : 장남의 신부(長男の嫁, TBS)
- 1994년 : 신공항 이야기(新空港物語, ANB)
- 1993년 : 아스나로 백서(あすなろ白書, 후지)
- 1993년 : 모구라네구라(モグラネグラ, TX)
- 1993년 : 거짓말은 부부의 시작(噓つきは夫婦のはじまり, NTV)
- 1993년 : 시나리오 대상 드라마(シナリオ大賞ドラマ, CX)
- 1993년 : 일본어가 없어진 날(日本語が消えた日, CX)
- 1992년 : 비디오 위클리(ビデオウィ-クリ-, CX)
- 1992년 : 천년애(十年愛, TBS)
- 1992년 : 파테오 II(パテオII, CX)
- 1992년 : 파테오 I(パテオI, CX)
- 1992년 : SEVEN DAYS(SEVEN DAYS, CX)
- 1991년 : 야마타노오로치 2(ヤマタノオロチ2, CX)
- 1991년 : 오!그거 봐요(OH！ソレ見ヨウヨ, MBS)

## 영화
- 1995년 : 생일선물(バ-スデイプレゼント)
- 1993년 : 고교교사(高校敎師)

## 기타

### MC 진행
현재
- MUSIC FAIR→MUSIC FAIR21→MUSIC FAIR (1995년　-　)

과거
- 1993년 : NEWS&COUNT DOWN JAPAN 사회
- 1992년 : NEWS&COUNT DOWN JAPAN 사회
- 1992년 : 음악 동지(音樂同志, NHK) 사회